# Hernán Tavera
Hernán Tavera (Colombia; 13 de noviembre de 1990) es un futbolista colombiano. Juega de volante, y actualmente no tiene equipo.

## Clubes
| Club            | País     | Año  |
| --------------- | -------- | ---- |
| América de Cali | Colombia | 2011 |